# Podospora dolichopodalis
Podospora dolichopodalis är en svampart som beskrevs av J.H. Mirza & Cain 1970. Podospora dolichopodalis ingår i släktet Podospora och familjen Lasiosphaeriaceae.   Inga underarter finns listade i Catalogue of Life.